# Michael Wagner (Biologe)
Michael Wagner (* 18. November 1965 in München) ist ein deutscher Mikrobiologe und Hochschullehrer.

## Leben und Wirken
Michael Wagner besuchte von 1975 bis 1984 das Werner-Heisenberg-Gymnasium in Garching bei München. Anschließend leistete er Wehrersatzdienst und studierte ab 1986 Biologie mit den Schwerpunkten Mikrobiologie, Genetik, Immunologie und Klinische Chemie an der Technischen Universität München. 1992 legte er das Diplom ab. 1995 wurde er bei Karl-Heinz Schleifer mit der Arbeit Die Anwendung von in situ Hybridisierungssonden zur Aufklärung mikrobieller Populationsstrukturen in der Abwasserreinigung zum Dr. rer. nat. promoviert. 1995/1996 arbeitete er mit einem Stipendium der Deutschen Forschungsgemeinschaft als Post-Doktorand an der Northwestern University in Evanston, Illinois. Nach der Rückkehr war er 1996 bis 1998 Wissenschaftlicher Mitarbeiter und bis 2000 Wissenschaftlicher Assistent am Lehrstuhl für Mikrobiologie der TU München. 2000 habilitierte er sich mit einer Arbeit zum Thema Molekulare Analyse von Struktur-Funktionsbeziehungen komplexer mikrobieller Lebensgemeinschaften an der Fakultät für Chemie der TU München, erlangte die Lehrbefugnis für das Fachgebiet Mikrobiologie und wurde Privatdozent am Lehrstuhl für Mikrobiologie. Seit 2003 ist er Professor für Mikrobielle Ökologie an der Fakultät für Lebenswissenschaften der Universität Wien und leitet das Department für Mikrobiologie und Ökosystemforschung; Seit 2009 ist er Mitglied des Senats der Universität Wien.
Michael Wagner gehört zum Herausgebergremium des ISME Journals der International Society for Microbial Ecology.

## Forschung
Michael Wagner erforscht Bakterien und Archaeen, die im globalen Stickstoffkreislauf eine zentrale Rolle spielen, und legt seinen Schwerpunkt auf nitrifizierende Mikroorganismen. Dazu entwickelte er neue Methoden und Techniken, zum Beispiel die Kombination der Fluoreszenz-in-situ-Hybridisierung und Mikroautoradiographie. Zur Funktionsanalyse von Mikrobenzellen in Proben aus Umwelt und Medizin setzte er die konfokale Raman Mikrospektroskopie und die Nano Sekundärionen-Massenspektrometer ein. In neueren Forschungen verwendet er optische Pinzetten und die Mikrofluidtechnik.
Wagner hat mit seinem Team neue Gattungen und Arten nitrifizierender Bakterien und Archaeen entdeckt und eine physiologische Vielfalt innerhalb dieser Mikrobengruppe nachweisen können. 2015 entdeckt das Team um Michael Wagner zeitgleich mit einer niederländischen Arbeitsgruppe um Mike Jetten die sogenannten Comammox-Mikroben, die Ammoniak vollständig zu Nitrat oxidieren, ohne auf eine andere Mikrobengruppe angewiesen zu sein. Wagner und seinem Team gelang es, den Comammox-Organismus Nitrospira inopinata als Reinkultur zu isolieren.
2011 erhielt er für seine Forschung über nitrifizierende Mikroorganismen den mit etwa 2,5 Millionen Euro dotierten Advanced Investigators Grant des Europäischen Forschungsrates.

## Schriften
Michael Wagner ist Autor bzw. Mitautor von über 240 wissenschaftlichen Arbeiten und Buchkapiteln. Er gehört zu den meistzitierten Mikrobiologen und rangiert im Ranking des Institute for Scientific Information auf Platz elf.
- Die Anwendung von in situ Hybridisierungssonden zur Aufklärung mikrobieller Populationsstrukturen in der Abwasserreinigung. Dissertation. Technische Universität München 1995, DNB 944598366.
- Molekulare Analyse von Struktur-Funktionsbeziehungen komplexer mikrobieller Lebensgemeinschaften. Habilitationsschrift. Technische Universität München 2000, OCLC 633978887.
- Deciphering functions of uncultured microorganisms. In: ASM News. 70, 2, 2004, S. 63–70.
- The community level. Physiology and interactions of prokaryotes in the wilderness. In: Environmental Microbiology. 7, 4, 2005, S. 483–485, doi:10.1111/j.1462-2920.2005.803_13.x.
- Single-Cell Ecophysiology of Microbes as Revealed by Raman Microspectroscopy or Secondary Ion Mass Spectrometry Imaging. In: Annual Review of Microbiology. 63, 2009, S. 411–429, doi:10.1146/annurev.micro.091208.073233.
- Microbiology Conductive consortia. In: Nature. 526, 2015, S. 513–514, doi:10.1038/526513a.

## Mitgliedschaften
- Korrespondierendes Mitglied der Österreichischen Akademie der Wissenschaften
- 2004: Mitglied der International Society for Microbial Ecology, 2012–2014 Präsident
- 2009: Mitglied der Deutschen Akademie der Naturforscher Leopoldina[7]
- 2009: Mitglied der Europäischen Akademie für Mikrobiologie
- 2013: Fellow der „American Academy of Microbiology“ der American Society for Microbiology[8]
- 2016: wirkliches Mitglied der Österreichischen Akademie der Wissenschaften[9]
- 2017: Mitglied der European Molecular Biology Organization[10]
- 2018: Mitglied des Wissenschaftlichen Beirates des Helmholtz-Zentrums für Umweltforschung in Leipzig[11]

## Auszeichnungen
- 2002: Preis der Deutschen Gesellschaft für Hygiene und Mikrobiologie (DGHM)
- 2008: Preis der Stadt Wien für Naturwissenschaften
- 2011: ERC Advanced Investigators Grant des Europäischen Forschungsrates
- 2013: Einstein-Professur der Chinesischen Akademie der Wissenschaften[8]
- 2014: Ehrendoktor der Universität Aalborg[12]
- 2015: Erwin Schrödinger-Preis der Österreichischen Akademie der Wissenschaften[13]
- 2018: Jim Tiedje Award der International Society for Microbial Ecology „for outstanding lifetime contribution to microbial ecology“[14]
- 2019: Wittgenstein-Preis[15]